# Владимир Прелог
Володимир Прелог (босн. Vladimir Prelog; 23 липня 1906, Сараєво, Боснія і Герцеговина — 7 січня 1998, Цюрих) — хорватсько-швейцарський хімік-органік. За внесок у розвиток стереохімії, спільно з Джоном Корнфортом в 1975 році був удостоєний Нобелівської премії з хімії.

## Ранні роки
Володимир Прелог народився в Сараєво 23 липня 1906 року. Предками його були австрійці, італійці та хорвати, а сам він був «дитиною» старої Австро-Угорської імперії. Ця монархія, за його словами, була «сумішшю дуже різних ландшафтів, народів, мов, релігій і культур», що, можливо, згодом сприяло його космополітизму та толерантності. Незадовго до народження Володимира його батько Мілан (1879—1931), хорватський вчитель середньої школи, був відправлений у Сараєво як один з учасників програми поліпшення освіти в нещодавно приєднаній провінції Боснія і Герцеговина. Сараєво, столиця провінції, була конгломератом культурно та релігійно різних спільнот: римо-католицьких хорватів, греко-православних сербів, мусульман, чиї предки були навернені в іслам протягом багатьох століть турецького панування, і спаніолів — нащадків євреїв, вигнаних з Іспанії в 1492 році. Владо був хорватом, тому йому не дозволяли грати з дітьми інших національностей та віросповідань. Пізніше він стверджував, що у нього було досить самотнє, хоча і не нещасливе дитинство. Один інцидент запам'ятався йому на все життя. Школярем він був присутній при розкиді квітів перед автомобілем австрійського наслідного принца, ерцгерцога Франца Фердинанда, і його дружини Софії, у другій половині знаменного дня 28 червня 1914 року, коли королівська пара відвідала Сараєво. Незадовго до того, як процесія порівнялася з Владо, пролунали смертоносні постріли, в результаті яких королівське подружжя загинуло. Вбивство королівської пари та наступні безлади і грабунки сербського населення справили глибоке трагічне враження на молодого Прелога. Усе своє довге життя він відчував відразу до масових демонстрацій, навіть до тих, які проводилися заради миру і добра.
Незабаром після початку Першої світової війни батьки Прелога розлучилися, і молодий Володимир переїхав у Загреб, столицю Хорватії. Там він жив у сестри свого батька, Ольги Прелог, яка серйозно вплинула на його інтелектуальний розвиток. Перші три роки після переїзду в Загреб він навчався у середній школі (realna gimnazija) і з 12 років, завдяки Ользі, почав проводити свої перші хімічні експерименти. В кінці війни, 1918 року, батько Прелога був призначений керівником гімназії для дівчаток в Осієку. Володимир незабаром переїхав до нього і вступив у місцеву науково-спеціалізовану середню школу. У цю школу він потрапив завдяки вчителю хімії, Івану Курії, який зміг оцінити його талант та активно сприяв отриманню практичних знань. Перша публікація Прелога була написана ще в шкільні роки під керівництвом Курії. Пізніше його батько був призначений професором сучасної історії в університеті Загреба, де Прелог завершив своє навчання в 1924 році.

## Вища освіта
Після закінчення школи Прелог відправився в Прагу, де вступив в Хімічну Інженерну школу Чеського технічного університету, яку з відзнакою закінчив у 1928 році. Причиною вибору саме цього навчального закладу була відсутність відповідного хімічного інституту в Югославії, а також спогади батька Прелога, здобув освіту в Карловому університеті в Празі і зберіг безліч спогадів про старовинне місто на річці Влтава. Природничі науки, такі як математика і фізика, давалися молодій людині також добре, як й хімія. Прелогу довелося працювати з Рудольфом Люксом (1897—1960) — асистентом професора Еміля Воточека, який керував практичним курсом органічної хімії в технічному університеті. Саме він прищепив Прелогу інтерес до поліциклічних структур алкалоїдів, таких як кокаїн, хінін і морфін. І саме Володимиру Прелогу ще в його студентські роки були надані привілеї у співпраці з Люксом в його дослідженнях. Вони стали друзями на все життя.
Пізніше Прелог говорив своїм учням:
|  | «Найкращий спосіб вивчати науку - бути учнем майстра, який буде прикладом для наслідування як у наукових галузях, так і в особистому ставленні ». |

Керівником докторської дисертації Прелога був Воточек. Він поставив перед Прелогом завдання визначення будови рамноконволвуліна, нещодавно виділеного глікозиду, що незабаром було зроблено. До літа 1929 року Володимир Прелог захистив докторську дисертацію і зайнявся пошуком роботи.

## Початок кар'єри
Велика депресія наклала свій відбиток на країни Європи, тому в Празі 1929 році перспективи зайнятості були не дуже хороші. Проте один з друзів Люкса, Готард Дж. Дріз, був зацікавлений у створенні лабораторії для підготовки комерційних хімічних речовин. Він запропонував Прелогу можливість зайнятися розробкою і запуском такої лабораторії. Так як Прелог був іноземцем, він не мав права працювати офіційно, однак не було такого закону, який заборонив би товаришам взаємодопомогти.
Дріз забезпечував фінансовий капітал, а також став першим докторантом Прелога, хоча офіційно був закріплений за Воточеком. У робочий час Прелог створював хімічні речовини на продаж, а у вільний час він почав своє перше самостійне дослідження. 1932 Прелога призвали на службу до Югославського Королівського флоту, яку він проходив протягом року. У 1933 у він одружився з Камілою Вітек. У 1949 у них народився син Ян.
У 1935 році Прелог отримує пропозицію від університету Загреба. Обіцянки, що він стане професором і тривалі переговори закінчилися з частковим успіхом: посадою лектора із заробітною платою доцента як лектора (доцента), але з обов'язками професора у відділ, де не було лабораторного устаткування і засобів для виплат співробітникам. Як і в Празі, допомога прийшла від невеликих комерційних підприємств. Директор місцевої фірми, пов'язаної з фармацевтичною продукцією, вирішив розширити діяльність за рахунок включення виробництва відомих лікарських сполук, а також за рахунок синтезу та тестування нових сполук. Прелог погодився допомогти; в обмін він отримав фінансову підтримку для того, щоб обладнати свою лабораторію, взяти студентів до докторантури та залучити співробітників. Фірма процвітала (пізніше фірма отримала назву «Pliva» і стала найбільшою фармацевтичною компанією в Югославії і залишається найбільшою в сучасній Хорватії). Коли французькі вчені доаели, що активний агент німецького запатентованого ліку пронтозила (rubrum), високоефективного хіміотерапевтичного агента, був насправді простим, добре відомим з'єднанням сульфаніламідів, Прелог скористався можливістю виробляти незапатентований препарат в технічних кількостях і представив його на ринку. Препарат був названий стрептазолом і суттєво збагатив фірму.
У результаті, в 1937 році Прелог може дозволити собі провести кілька місяців з Леопольдом Ружичкою (1887—1976, For. Mem. RS 1942) з Швейцарського федерального інституту технологій E. T. H.) В Цюриху. Ця зустріч мала серйозні наслідки.
Завдяки своїй роботі в Загребі, ім'я Прелога поступово стає всесвітньо відомим, і здавалося, що для нього призначена успішна наукова кар'єра. Початок Другої світової війни і її перебіг в Югославії все змінив.
Роботи Прелога в німецьких наукових журналах привернули увагу Річарда Куна (1900—1967), президента німецького хімічного товариства. Незабаром після початку війни, Прелог отримав запрошення читати лекції в Німеччині, однак відреагував на це запрошення не відразу. Проте після того, як Югославія була захоплена і окупована німецькими військами (квітень 1941), Прелог відчув, що його життя в Загребі у небезпеці не стільки через німецькі окупаційні силі, скільки через хорватських фашистів (усташі). Він вирішив використати лист Куна із запрошенням для набуття притулку в Цюриху, де, як він знав, Ружичка зможе забезпечити безпеку. Як він розповідав, це було нелегко. Для отримання швейцарської візи йому необхідна була італійська транзитна віза, але вона могла бути надана лише у випадку, якщо б він мав швейцарську візу. Нарешті, завдяки знайомому з хорошими зв'язками в італійському консульстві, він отримав візу в Італію, і через Ружичку отримав іншу до Швейцарії. У грудні 1941 року він і його дружина відправилися до Цюриха, який став їхнім будинком на все життя. Лекції в Німеччині почав читати тільки після закінчення війни.

## Прелог і ETH
Прелог прибув у Цюрих незабаром після від'їзду декількох співробітників Ружички в Америку. Це були єврейські іммігранти зі Східної Європи, які перестали відчувати себе безпечно в Цюриху. Серед них були деякі відомі люди. Двоє з них пізніше змогли змінити світ завдяки хімії: Лев Штернбах з Хоффман-ла Рош в Натлі (Нью-Джерсі, США) першим створив з'єднання, які стали відомі як психоактивні агенти лібріум і валіум, і Георг Розенкранц, директор Syntex (Мексика), зіграли важливу роль у розвитку протизаплідних засобів. Прелог зайняв місце, що звільнилося в E. T. H. Він став важливим членом команди Ружичка і незабаром досяг наукової незалежності. На початку його підтримувала Базельська хімічна компанія CIBA. У 1942 він став доцентом, в 1945 у йому було присвоєно звання професора, в 1947 він став надзвичайним професором (вузькоспеціалізованим, а не простого звання) і 1950 року звичайним професором.
Під час війни Цюрих був фактично ізольований, але після 1945 року він став місцем зустрічі для вчених з усього світу. Завдяки своїй роботі і особистим якостям, Прелог незабаром став добре відомий серед міжнародного хімічного товариства. Зокрема, його робота над стрихніном призвела до контакту з сером Робертом Робінсоном (1886—1975, F. R. C. 1920, P. R. S. 1945-50), якого він поважав, і Робертом Бернсом Вудвордом (1917-79, For. Mem. R. S. 1956), який став його другом на все життя. Він відвідав Лондон в 1947 і знову у 1949, коли читав перший Столітню Лекцію Хімічного Товариства. У 1950 у він здійснив перший з численних візитів в США. Пропозиція професора в Гарварді стала каталізатором, що прискорив його просування до звання професора в E. T. H.
Під час своїх подорожей Прелог відзначав, що органічна хімія долала серйозні зміни у своїй методології; це стимулювало його на розробку нового необхідного обладнання і формування необхідної інфраструктури в лабораторії органічної хімії в E. T. H. У місці діючої монархії, яка направляла всю дослідницьку та викладацьку діяльність лабораторії, кілька молодих колег були натхнені Ружичка на те, щоб створити свої власні, хоча і взаємодіючі один з одним, дослідницькі групи. Після відходу Ружичка на пенсію в 1957, Прелог став директором лабораторії, до складу якої входили Ханс Гюнхард, Оскар Егер, Еміль Хардеггер, Едгар Хайльброннер, Альберт Ешенмозер, Дуіліо Аригон і тільки що прибулий з Великої Британії Джек Дунітц. Деякі з них вже були призначені на посади професорів, і Прелог стежив за тим, щоб протягом декількох років всі стали професорами. Він не хотів панувати як монарх, а прагнув бути першим серед рівних. Таким чином в 1965 році, через кілька років після його призначення директором, він вирішив розділити владу і відповідальність зі своїми молодшими колегами. Сьогодні це може здатися зовсім нормальним рішенням, але все відбувалося в континентальній Європі — це було майже революційним кроком для директора хімічного інституту — піти у відставку за власним бажанням. У наступні роки багато керівників лабораторії були змушені відмовитися від своїх постів через радикальні зміни у політиці університету, але Прелог зробив це на власний розсуд, почасти через своїх переконань, почасти тому, що він не любив владу (що була повністю протилежна його попередникові Ружичці), а частково для того, щоб залишити достатньо часу та енергії для своїх наукових планів і амбіцій.
В наступні роки, Прелог процвітав. У нього були прекрасні студенти, а також час, щоб подорожувати, спілкуватися з професорами і приймати багато почесних докторських ступенів, медалей, призів та інших нагород, заключніою серед яких стала Нобелівська премія з хімії в 1975 році. Після свого обов'язкового виходу на пенсію у наступному році Прелог швидко зареєструвався як спеціальний студент (Fachhörer) для продовження наукової роботи. У E. T. H. можливість продовжити наукові дослідження не розглядається як автоматичний заробіток відставного професора, він є привілеєм, за яку той може бути лише вдячний. У Прелога не було обов'язків, він був вільний для досліджень і радий цьому. Його автобіографічний нарис 1991 року був названий «Мої 132 семестри хімічних досліджень»; відомий як викладач і дослідник, він вважав себе студентом до самого кінця. Через багато років після своєї відставки він читав лекції в багатьох місцях за кордоном, на міжнародних конференціях і в університетах, а також регулярно відвідував семінари в E. T. H., де він міг покладатися на гострі питання або інформативні коментарі. У свої дев'яносто Прелог щодня приходив у кабінет для роботи над розширенням і поліпшенням системиCIP, це полягало у великому листуванні з хіміками-органіками усього світу. До кінця своїх днів він залишався знайомою фігурою в хімічному будівліE. T. H. ; Помітний у своєму бездоганному, старомодному білому лабораторному халаті. Його могли бачити в коридорах або в барі, де він пив вранці і після обіду каву з молодими колегами.

## Наукова робота
Дослідницька кар'єра Прелога тривала більшу частину двадцятого століття. Його перша робота була опублікована в 1921 у, а в 1997 році він ще працював над остаточними коментарями до своєї системи стереохимической номенклатури. Його ставлення до науки було двояко: з одного боку, прагматичні визнання вимог того, що результати його досліджень повинні бути корисними, і, з іншого боку, любов до чистої науці, прагнення до основних, фундаментальних понять.
У центрі уваги перших незалежних досліджень Прелога, починаючи приблизно з 1930 року, був хінін, основний алкалоїд з кориCinchona, тоді ще найважливіший препарат проти малярії. Його структура(I) була відома з 1908, але конфігурація була ще не встановлена. Для молодого Прелога хінін був «тигром, якого не боїться новонароджене теля». Синтез цього з'єднання був складним завданням (лише в 1947 році Р. Вудворд (For. Mem. RS 1956) відкрив нову епоху синтезу природних сполук), але існувала ймовірність того, що простіші сполуки, які мають відношення до хініну, можливо, мали аналогічні терапевтичні властивості. Центром проблеми хініну була хінуклідинова частина алкалоїдів, і Прелог приступив до синтетичної роботі з хімії бициклічених амінів типуII, що містять третинний предмістковий азот. Його самостійний синтез хінуклідіна був основним досягненням в 1937. Зацікавлення, викликане аспектами симетрії цієї молекули, вплинуло на подальші розробки. Так як проблема хініну призвела Вільяма Генрі Перкина (F. R. S. 1890) багато років тому до вивчення хімії штучних барвників, так й Прелога в стереохімію. Покажчиком до цього розвитку були, крім хінуклідіна, клітинна будова вуглеводня адамантану(III) і, перш за все, підстава Трегер(IV). Стереохімічна довершеність адамантана відіграла свою роль у вирішенні почати його синтез — завершений в 1941 році.
У автобіографії ((53), стор. 19) Прелог згадує, що основною мотивацією було зробити це на честь свого друга Люкса. Коли Станіслав Ланда, який відкрив терпенові вуглеводні в нафти, показав гарні тетраедричнІ кристали «терпенових вуглеводнів» C10H16, Люкс відразу запропонував правильну будову. (Молекулярна структура гексаметилентетраміну, тетрааза аналога адамантану, була встановлена кристалічним аналізом структури ще в 1923 (Dickinson & Raymond 1923).)
У 1944 Прелог розклав симетричне щодо складових частин, але конфігураційно несиметричне з'єднання, назване підставою Трегер (IV), на оптичні антиподи хроматографічним поділом на лактози. Це був зразковий внесок в стереохімію того часу, урок хіміка-органіка щодо так званого «асиметричного атома азота» (7). До Того часу він зарекомендував себе як один із дуже небагатьох хіміків, що займаються класичними природними сполуками з хорошим поглядом на концептуальний лабіринт органічної стереохімії. Рання чутливість до стереохіміческих проблем може бути визнана, в його демонстрації некоректності тверджень Клем про те, що відновлення Клемменсена 5-оксо-норлупінана(V) дає стереоізомер відомого норлупінана(VI), утвореного відновленням Вольфа-Кіжнера з'єднанняV. Як Прелог показав в одному з синтезів, передбачуваний «стереоізомер» був насправді біцикло [5. 3. 0]-1-азадеканом(VII).
Прелог ніколи не вважав себе «хіміком-синтетиком», незважаючи на свій піонерський синтез адамантану, виконаний в Загребі, який зробив його відомим. У Цюриху, після того, як Ружичка дав йому свободу, щоб займатися своїми власними науковими інтересами, він повернувся до алкалоїдів, в основному не до синтезу, але тепер до з'ясування структури з допомогою хімічних методів. У 1945 Прелог дебютував серед найкращих хіміків того часу, що займаються алкалоїдами, показуючи, що формула стрихніну (формула частковогоVIII) некоректна, оскільки цикл Е не є п'ятичленний. Хоча новий стрихнін був залишений попереднього «власника» Робінсона, щоб змінити нове структурне припущення для з'єднанняIX на користь з'єднанняX (врешті правильність підтвердив Вудвод, інший дебютант). «Той епізод означав, що Прелога прийняли в члени» клубу «найкращих». Роком раніше він вирішив іншу давню проблему хімії алкалоїдів: визначив відносну конфігурацію при С-3 і С-4(I) хінуклідиновох частини алкалоїдів кори дерева Cinchona. Пізніше група Прелога разом з французами Моріса-Марі Янота і Роберта Гутарела займалася визначенням структур різних алкалоїдів. Основними моментами цієї роботи було з'ясування будови хінхонаміна(XI) і корінантеіна(XII). У результаті були виявлені близькі біогенетичні зв'язки між індольними і хіноліновими алкалоїдами кори дерева Cinchona.
Для Прелога як хіміка, пов'язаного з алкалоїдами, найсерйознішим досягненням стало з'ясування складу ароматичних алкалоїдівErythrina, з їх новими структурами, наприклад ерітралін(XIII). Найкраще свідчать наукові можливості його тогочасної дослідницької групи імена деяких співробітників у цьому проекті: Хар Гобінд Корана, Джордж У. Кеннер, Марвін Кармак, Блейн З. МакКузік і Карл Візнер. Вірджил Бокельхайде з Орегону, що самостійно працював над схожими аліциклічними алкалоїдами, провів рік з Прелогом в Цюриху, де вони написали остаточний огляд з хімії алкалоїдівErythrina. Оглядова стаття (разом з Оскаром Егер), що описує хімію стероїдних алкалоїдівSolanumіVeratrum, призвела авторів до проблеми цівіна — головної загадки хімії алкалоїдів того часу, які також привернули увагу як Вудворда, так і Бартона. Завдяки зразковІЙ співпраці чотирьох груп, відповіддю стала комплексна гептациклічна формулаXIV з правильною конфігурацією тринадцятого і чотирнадцятого асиметричних вуглецевих центрів; неправильний (відзначений уXIV) в кінцевому підсумку був переглянутий Купчаном та ін. (1959).
До того часу класичні методи з'ясування структури природних сполук з допомогою хімічного розкладання були розвинуті до такого рівня, коли фахівцями вони могли б бути ефективними при визначенні молекулярного складу, але набагато менш ефективні, ніж при визначенні конфігурації, особливо у випадках нових молекулярних скелетів. Завдання визначення структури поступово переходило рентгенівській кристалографії.
Прелог віддаляється від натуральних хімічних продуктів в інші області: хімію середніх кілець, асиметричне і його використання для визначення абсолютної конфігурації, стереохімії ферментативного відновлення карбонільних сполук, і, разом з Інгольд і Каном, у розвиток системи CIP.
Зацікавлення средньоциклічними структурам виник тоді, коли співробітники Ружичка, що імігрували до Америки незадовго до приїзду Прелога, був залучені в розділення, очищення й характеристику біологічно активних речовин з тваринних екстрактів. Ружичка доручив Прелогу завдання продовжити цю роботу, що призвело, до розділення двох ненасичених стероїдних спиртів,XV (a) іXV (b), пов'язаних з чоловічим гормоном андростенол Відповідний кетон(XVI)мав сильний мускусний запах і показав разюче ставлення за складом до 17-членного циклічного кетоуи ціветону (XVII), із запахом мускусу, склад якого Ружичка з'ясував два десятиліття раніше. Значно пізніше Прелог дізнався, що з'єднанняXVa є феромоном у свиней і також присутня в трюфелі (Клаус та ін. 1981) Цей факт пояснює, чому свині використовуються для пошуку цих делікатесів у лісових ґрунтах.
Робота, що стосувалася досягнення Ружичка в хімії чоловічих гормонів і багаточленних кільцевих кетонів, призвела Прелога до хімії циклів середніх розмірів. За його власними словами, він спочатку мав намір вивчити біциклічні і трициклічні кетони, що містять цикли середніх розмірів, які що мали мускусний запах. Після поліпшення запатентованої методики підготовки средньоциклічних кетонів методом аацилоїнової конденсації аліфатичних α, ω-диефірів з розплавленим металевим натрієм в гарячій ксилолу (10) (см також Stoll & Hulstkamp 1947), він виявив, що анелювання по Робінсону, що застосовується для середніх циклів (XVIII → XIX) може бути альтернативним доXX з подвійними зв'язками вуглець-вуглець. Прелог як стереохімік провів досліди, щоб показати, що правило Бредта є справедливим тільки для біциклічних систем, що містять цикли нормального розміру. Аналогічним чином Прелог виявив, що конденсація наітро-малондіальдегіду зі средньоциклічними кетонами призводить до продуктів типуXXI, які відкрили шлях до вивчення окислювально-відновної системиXXII — XXIII (N = 6 до 17). Полярографічний аналіз показав зазначену залежність положення цієхї окислювально-відновної рівноваги від розміру кільця.
Маючи ефективний метод синтезу створення з'єднань із середніми циклами, Прелог приступив до систематичного вивчення їх властивостей. Він досліджував і незвичайну поведінку, наприклад, відсутність реакційної здатності у з'єднаннях з розміром циклу від дев'яти до одинадцяти атомів вуглецю по відношенню до ціанистого водню, в порівнянні з можливістю формування ціангідринів в менших і більших циклах (14). Ці спостереження привели його до утвердження того, що ці незвичайні властивості є наслідками особливих форм (сузір'я, як він їх називав) з циклічних молекул, пов'язаних з обертанням навколо зв'язків С-С. У першій лекції на честь сторіччя Хімічного товариства, проведеної 1949 року, Прелог підкреслив значення цих ідей для розуміння відмінностей в хімічній реакційної здатності між тісно пов'язаними сполуками. Видається дивним, що тоді він не застосував подібне пояснення для обговорення властивостей аліцикличних сполук, побудованих з розплавлених 6-членних циклів: стероїди і тритерпени, та передбачати конформаційні інтерпретації Дерека (пізніше Сера Дерека) Г. Р. Бартона (1918-98, F. R. C., 1954)- опубліковані 1955. Але необхідні експериментальні дані були в його розпорядженні в E. T. H. Проте, разом з Дереком Бартоном, Оддом Хассель (1897—1981) і Кеннетом З. Пітзером (1914—1997) Прелог розглядається як один з основоположників конформаційного аналізу, і він в значній мірі відповідальний за його термінологію.
Роботи Прелога зі спеціальних властивостей сполук з середнім розміром циклу отримали потужну підтримку влітку 1952а. Його докторант Карл Шенкер, що шукав прості шляхи синтезу двох діастереомерів циклодекана-1,2-діол, окислених цис-і транс-циклодеценом надмурашиної кислоти, отримав суміші, що не містять жоден з очікуваних результатів. Прелог визнав, що ці суміші можуть містити відповідні 1,6-діоли. Оскільки ці 1,6-діоли вже були зроблені в E. T. H. в лабораторії А. Плакіда Платтнера, це могло бути швидко підтверджено. Зокрема було встановлено, що транс-циклодецен(XXIV) при окисленні дає суміш, містить 1, 6-циклодекандіол з передбачуваною транс-конфігурацією(XXVI), утворену, швидше за все, в процесі за участю кислотно-катализованого розкриття транс-епоксиду(XXV), наступного за трансанулярним 1, 5-гідридним зрушенням. Прелогу було відомо, що Артур Коп з Массачусетського технологічного інституту (MIT) виявив той же тип нетрадиційних реакцій в серії циклооктенів. Публікації груп з M. I. T. (Коп та ін. 1952) і ETH, де описано ці трансанулярні реакції, з'явилися майже одночасно. Подальші дослідження довели, що подібні трансанулярні гідридні зрушення відбуваються також з циклооктеном і циклоундеценом, але не з вищими гомологами. Згодом роботи з хімії середніх циклів зустріли своєрідну кульмінацію у рентгеноструктурному аналізі кристалічних похідних циклодекана, які показали структурне джерело всіх конформаційних трансанулярних ефектів, запропонованих Прелогом (огляд Дунітц (1969)).
Роботи з хімічними та фізичними властивостями середніх циклів займають центральне місце в науковій творчості Прелога. Завдяки їм, а також дослідження асиметричного синтезу та його керівництву в розробці стереохімічних концепцій, перекинутий міст між хімією природних продуктів і фізичною органічною хімією. Роблячи так, він заслужив повагу і дружбу впливових вчених, що займаються вивченням природних сполук — Робінсона, Вудворда, Тодда та Бартона, також деяких провідних хіміків фізико-органіків свого часу — Сола Вінштейна, Крістофера (пізніше Сера Крістофера) Інголда (F. R. C. 1924) і Дональда Крама.
Приблизно в 1950 у, новаторське розуміння Прелогом взаємодій між молекулярними конформацію і хімічної активністю привело його до систематичного вивчення «асиметричного синтезу». Він отримав знання про цю область з огляду (Маккензі 1936), що включає приклади «асиметричної індукції» в реакціях α-кетокарбонових ефірів енантіомерних спиртів з реактивами Гриньяра для отримання (після омилення) оптично активних α-гідроксікарбонових кислот. Тим часом було встановлено конфігураційну відповідність деяких вихідних матеріалів та продуктів з прийнятим стандартом D-(+)-гліцеральдегид, і Прелог зміг вивести послідовне співвідношення вихідних матеріалів і їх продуктів (на підставі матеріалу Маккензі, доповненого власними результатами) (Правило Прелога). Це правило було засноване на доказах, що стосуються конфігураційних результатів реакції щодо стеричних вимог до заступників, L (великий), M (середній), S (маленький), і їх просторового розташування на асиметричних вуглецях як вихідному матеріалі. Прелог включив це емпіричне співвідношення у розробку загальної процедури визначення конфігурації вторинних спиртів з допомогою спостереження за ознаками енантіомерного надлишку фторластичної кислоти, отриманої в результаті реакції відповідного ефіру фенілгліоксильної кислоти з метилмагніййодидом. Помилка в оцінці конфігурації третинного монотерпенового спирту ліналолу призвела Прелога і Корнфорта до спільної роботи, за п'ятнадцять років до того, як він і Джон знову опинилися разом в Стокгольмі.
У своїй роботі з асиметричний, заснованому, кажучи сучасною мовою, на впливі хіральних допоміжних структур, Прелог також стежив за раніше досліджуваним ходом реакції, контрольованому за допомогою хіральних каталізаторів. Сорока роками раніше Бредіг і Фіск (1912) помітили, що реакція альдегідів з синильної кислоти при каталітичному впливі природних алкалоїдів, як хінін, може призвести ціангідринові продукти до часткової оптичної активності. Прелог разом з М. Вільгельмом довів, що це протонована форма каталітичної основи, яка дає ефект несиметричного розташування. Він перетнув кордон між чистою органічною і ферментативною стереохімією в середині 1950-х . Йому допомагав Вернер Аклін, пізніше Ханс Дутлер, які були відповідальні за технічні ноу-хау при роботі з мікробами і ферментами. Були чітко визначені і строго систематизовані мети досліджень: визначити абсолютний стереохімічний напрямок ферментативного гідридного перенесення до карбонільних груп субстратів, таких як декаліне-1-він, декалін-2-він і декалін-1, 4-Діон з допомогою мікробних культур, таких якCurvularia Falcata. Головний результат найкраще представлений власними словами Прелога:
|  | ... Стереогенні атоми вуглецю, утворені мікробним відновленням, всі мають ту ж S-конфігурацію, незалежну від конфігурації інших стереогенних центрів в молекулі або від того, чи знаходиться гідроксил у аксіальній або екваторіальній позиції. ((53), стор 65). |

В рамках подальшої роботи, спрямованої на заміну мікроба як «відновного агента» за відповідним ферментом було доведено, що організм містить не менше двох NADPH-залежних оксидоредуктаз з тією ж Re-стереоспецифічністю, які є основними компонентами, що підтримують гідридне перенесення в аксіальному положенні, і незначними при перенесенні в екваторіальне положення. Проводилося розширення цієї роботи по відношенню до поділу і кінетичних характеристик таких ферментів. На погляд Прелога експерименти були дуже нудними і трудомісткими, й необхідні методи ставали все більш далекими від власного досвіду Прелога як хіміка-органіка. Зрештою він відійшов у стереохімію ферментативного каталізу. Він писав:
|  | Тому я відмовився від цієї дуже перспективної галузі, як я раніше відмовився від багатьох других »'((53), стор 68). |

Інтерес Прелога до кодифікації привів його до об'єднання з Робертом З. Каном (1899–1981) і Крістофером Інгольдом у двох найважливіших статтях, що описують прийняту універсальну «CIP» — систему правил для визначення значення хіральності в тетраедричних стереогенних центрах. З тих пір Прелог був серйозно залучений до створення комплексної системи для визначення молекулярної хіральності, яка намагалася визначити та класифікувати всі типи стереоізометрії (Курт Міслоу — це було нелегкою справою). Може бути декілька хіміків-органіків покоління Прелога з інтелектуальною силою і завзяттям, щоб володіти більш математичними та теоретичними аспектами моделей, які вони використовують для опису молекулярних структур та їх взаємоперетворення. В його поколінні не було нікого, хто був так інтенсивно і послідовно залучений до проблеми, що виникають при кодифікації молекулярної хіральності. До кінця життя однією з основних турбот Прелога було збереження чистоти своєї системи від несанкціонованого вторгнення і розширення; навіть коли йому було за 90, він клопотався властивою їй складністю.
На початку 1950-х Прелог залишив алкалоїди, щоб зосередитися на фізико-органічних дослідженнях средньоциклічних з'єднань і асиметричного синтезу, проте залишився вірний хімії природних сполук за допомогою участі в одній з її найактивніших областей того часу — хімії мікробних антиметаболітів та антибіотиків. Робота, розпочата колегою Прелога Платтнером у співпраці з фітопатологістом з ETH Ернстом Гойманом і фармацевтичною компанією «Ciba AG» у Базелі. В 1952 році Платтнер пішов, щоб стати науковим керівником Hoffmann-La Roche в Базелі, Прелог взяв на себе цю роботу і став рушієм наукового та промислового успіху спільного підприємства між трьома групами. Важливими партнерами в цих спробах були Ханс Занер з Інституту Спеціальної Ботаніки в ETH (згодом професор в університеті Тюбінгена, Німеччина) з біологічної сторони, і колишній студент Платтнера Вальтер Келлер-Шірляйн з хімічного боку, права рука Прелога, самостійно став відомим фахівцем в області структурного з'ясування антибіотиків, Кото прийняв проект, коли Прелог вийшов з нього в 1970 році.
Разом з традицією ETH в хімії великих і середніх циклів, Прелог довів, що багато з нових метаболітів та антибіотиків, виділених в спільному проекті, містять великі циклічні системи. Прикладами є антибіотики нарбоміцинXXVII і сімейство іонофорних макротетролідів з представником нонактиномXXVIII, молекула якого ахіральна, незважаючи на її 16 стереогенних центрів. Трьома орієнтирами у цій галузі були ферріоксаміни (напр.XXIX), рифаміцинів (напр. XXX) і бороміцин ( XXXI). Розкриття складних співвідношень між структурно пов'язаними комплексами заліза (III), які є або антибіотиками (ферріміцини) або ж їх антагоністами (ферроксаміни), стало серйозним досягненням цього міждисциплінарного співробітництва; в подальшому було виявлено, що десферріоксаміни є терапевтично значущими при захворюваннях, пов'язаних з осадженням «патологічного заліза». Блискуче визначення Прелогом і його студентом Вольфгангом Оппольцером структури рифаміцинів було також нагороджено медичною актуальністю модифікованих похідних, виготовлених в промисловості. Бороміцін, перше боромістке органічне природне з'єднання, виявилося ортоборатним ефіром 32-членного циклу макродіоліда, структура якого була відтворена за допомогою рентгеноструктурного аналізу.
Останні активні роки Прелога належать стереохімії. Згідно зі своїми поглядами щодо розробки та вдосконалення загальної системи специфікації діастереомерів, він присвятив себе проектам, спрямованим на демонстрацію нових типів стереоізомерії через синтез наочних прикладів. Одним із плодів цього дослідження (разом з Хансом Герлах) було визнання і наступна експериментальна демонстрація ціклостереоізомерії — типу ізомерії, заснованих на послідовному русі спрямованих зв'язках в циклах за годинниковою стрілкою або проти годинникової стрілки, про що свідчить енантіомерні циклогексааланіли. У контексті розширення визначення псевдоасиметричних центрів осей і площин, з'єднання, що демонструють такі характеристики, були зроблені у співпраці з Гюнтером Хельмхеном. Інші молекули, які поглинули думки Прелога в останні роки, були хіральні веспіріни (XXXII), що володіють D2 симетрією. Хіральні краун-ефіри веспіринового типу пізніше будуть синтезовані при співпраці зі своїм молодшим колегою Вільгельмом Симоном для проектування електродів, які є енантіоселективними для кіральних іонів амонію. Після своєї відставки в 1976, він продовжував дослідження з цієї теми, зазвичай з одним співробітником із Загреба, який захистив докторську дисертацію. Остання експериментальна стаття Прелога вHelvetica Chimica Acta- журналі, у якому було опубліковано більшість його досліджень — з'явилася 1986 роцу, і в 1989 Прелог написав огляд про свою останню область досліджень: «Ліпофільні ефіри винної кислоти як енантіоселективні іонофори». Через його смерть залишилася незавершеною робота над проектом по завершенню коментарів з ледве помітних аспектів його улюбленої CIP системи.

## Прелог як особистість
Владо Прелогом як вченим захоплювалися і любили як людину безліч друзів по всьому світу. Він був дотепний, ерудований, людиною широкої культури, міг брати участь у бесіді майже на будь-яку тему і відомий своїми невичерпними жартами, югославськими народними приказками і анекдотами про майже кожного відомого хіміка, який коли-небудь жив. Він полонив всіх. Однією з причин, по якій Прелог викликав таку спонтанну прихильність, було те, що він міг показати себе різнобічно різним людям, відбиваючи їхні власні почуття, як у дзеркалі. Таким чином, він міг бути цинічним з циніками, оптимістичними з оптимістами, філософським з філософами, прозорливий з мудрецями.
Прагнув до науки наскільки це було можливо, не був зацікавлений у владі — говорив, що він не любив приймати рішень, які зачіпають інших людей. Рідко провокуючи гнів, стверджував, що має надзвичайно низький рівень адреналіну. Він уникав конфронтацій і не любив наживати ворогів. Таким чином, як правило, для того, щоб уникнути ситуацій прямого конфлікту часто знаходив виправдання людської слабкості в своїх друзях і навіть у своїх суперників. За його словами, людською рисою, яку він не любив найбільше, було самовдоволення.
Крім соціальних талантів Прелога, часто приховуваних ним, він був глибоко інтроспективною особистістю, яка лише в рідкісних випадках допускала проблиски свого внутрішнього емоційного життя. Іронічний і часто самопринизливий гумор був захисним муром для його внутрішньої сутності. У принципі, він був фаталістом. З багатьох цитат, які він тримав про запас, особливо любив рядки Проповідника:
|  | Я повернувся, і побачив під сонцем, що гонка не швидка, бій не сильний, хліб не мудрий, і багатство людей не в розумінні і не в навичках; але час і можливості осягає всіх їх |

.
У Прелога була класична освіта європейської гімназії. Незалежно від питання або обговорюваної теми, він завжди міг вдало процитувати. Від свого попередника Ружичка успадкував інтерес до класичного живопису, зокрема до Нідерландської школи, це було спеціальним лікуванням для наукових гостей при відвідуванні Будинку Мистецтв в Цюриху у компанії Прелога. Він не грав на музичних інструментах, але любив слухати камерну музику, особливо слов'янських майстрів Дворжака, Сметану і (хіміка-органіка) Бородіна, стверджував, що не любить оперу, за винятком «Травіати» Верді, чия Віолетта справила на нього сильне враження в молодості. Раціоналіст до кінця, він виступає проти всіх форм організованої релігії, і проти всіх видів колективних дій. В останні роки життя, після отримання Нобелівської премії, багато релігійних та гуманітарних організацій зверталися до нього за підтримкою або принаймні для вияву солідарності. Він послідовно їм відмовляв, ніколи не брав участь у демонстраціях, не підписував петиції, навіть з питань, які схвалював. Існував іронічний, а іноді й цинічний аспект в його погляді на природу людини, недовіра до підвищених соціальних, політичних і релігійних надій і сподівань. Тим не менш, коли американські школярки писали, щоб запитати про його релігійні переконання, він вважав запитання досить серйозним для того, щоб відповісти:
|  | Лауреати Нобелівської премії не більш компетентні в питаннях про Бога, релігії або життя після смерті, ніж інші люди, але деякі з них, як і я, є агностиками. Вони просто не знають, і, отже, вони толерантні до релігійних людей, атеїстів та інших. Що їм не подобається, так це войовничі фанатики будь-якого роду. З найкращими побажаннями. Щиро Ваш, В. Прелог. |

Він був відомий своїми історіями, які часто були прикрашені і збагачені за рахунок повторень. Як хороші вина, вони ставали кращими з часом. Одна з найвідоміших стосувалася його зустрічі з сером Робертом Робінсоном в аеропорту Цюриха. Звучало це приблизно так: «Здрастуйте, Качальський, що ви робите тут, у Цюриху?» — запитав сер Роберт. «Вибачте, сер Роберт, я всього лише Прелог, і я живу тут», — була відповідь. «Ви знаєте, Прелог, всі ваші з Інгольдом конфігураційні позначення невірні». «Сер Роберт, вони не можуть бути неправильними. Це тільки угода. Ви або приймаєте її, або ні». «Ну, тоді, якщо це не так, то абсолютно не потрібно». (Дехто висловав здивування, що Робінсон міг помилитися, переплутавши Прелога з молодшим на 20 років Єфремом Качальським-Кациром (нар. 1916, For. Mem. R. S. 1977). Однак було відзначено, що на ранній Бюргерштокській конференції з стереохімії, коли Качальський заходив у Парк-готель після ранкової лекції, швейцар сказав йому: «Професор Прелог, для Вас телеграма, яка чекає в приймальні»).
На відміну від Ружички Прелог ніколи не цікавився політикою. Як і багато з тих, хто виховувався за Австро-Угорської імперії, він зберіг певну ностальгічну повагу до її урядового стилю і традицій, особливо коли порівняв їх з катастрофічними наслідками розпаду цих структур у рідній країні в останні роки. Недовірливий до всіх політичних маніфестів, він глибоко скептично ставився до вдосконалення людства, будучи глибоко занепокоєним небезпекою популізму і тиранією масової культури, і все ж вірив у демократію — систему, в якій політичні лідери обираються людьми і можуть бути ними зміщені. Любив цитувати Карла Дж. Буркхардта: «Тоталітаризм є відмова від складності».
У промові, виголошеній 1971 року (тільки-що прийняв громадянство) громадянам Швейцарії, Прелог зізнався: «Якщо ви запитаєте мене, що найсильніше пов'язує з країною, що мене усиновила, це не тільки чудові робочі умови в ETH, але в першу чергу дух терпимості, який дозволяє мені жити в гармонії з моєю совістю, а також писані й неписані правила суспільства, в якому я живу».

## Почесті і нагороди
1945 Медаль і премія Вернера, швейцарське хімічне товариство
1948 Почесний член Чехословацького хімічного суспільства і хорватського хімічного товариства
1954 член-кореспондент Югославської Академії наук і мистецтв, почесний доктор Університету Загреба
1960 Почесний член Американської академії мистецтв і наук, почесний член хімічного товариства Лондона
1961 іноземний член Національної академії наук США
1962 іноземний член Лондонського королівського товариства, медаль Стаса і почесний член, Soci Chimique Belgique, медаль пошани, університет Вільяма Маршу Райса, Х'юстон, штат Техас
1963 Почесний доктор Університету Ліверпуля, член Німецької Академії Природничих наук Леопольдина, почесний доктор Паризького університету
1964 іноземний член, Istituto Lombardo, Accademia di Science et Lettere, Мілан
1965 Почесний член Американського товариства бологічних хіміків, іноземний член, Accademia Nazionale Dei Lincei, Рим, премія Марселя Бенуа
1966 іноземний член Академії наук СРСР, Москва, медаль Ханус Чехословацького хімічного суспільства, науковий співробітник Нью-Йоркської академії наук
1967 Медаль Августа-Вільгельма фон Хофманна, Gesellschaft Deutscher Chemiker
1968 Медаль Деві Лондонського королівського товариства
1969 Премія Роджера Адамса Американського хімічного товариства
Почесний доктор Кембриджського університету
Почесний доктор, Університет Libre Брюсселя
1970 почесний член Академії фармацевтичних наук, Вашингтон, округ Колумбія
1971 Почесний член Королівської ірландської академії, Дублін
Іноземний член Датської королівської академії наук
1973 член-кореспондент Академії наук і мистецтв Боснії і Герцеговини
1974 Медаль Пола Каррер, Університет Цюриха
1975 Лауреат Нобелівської премії з хімії
Почесний член хорватського суспільства з вивчення природи і медаль Спиридона Бружіну, Загреб
1976 Медаль Парацельса, швейцарське хімічне товариство
Іноземний член, Американське філософське товариство у Філадельфії
Американське хімічне товариство Centennial, іноземний фахівець
1977 Почесний член сербського хімічного товариства
Орден Югославської зірки
Почесний доктор Університету Манчестера
Орден Висхідного сонця, Японія
Почесний член фармацевтичного суспільства Японії
Почесний член Інституту Великого Герцога Люксембурзького
1978 почесний член хімічного товариства Японії
Почесний доктор, Інститут Quimico de Sarria, Барселона, Почесний член, La Asociacion de Quimicos del Instituto de Sarriá, Барселона
Медаль Еміля Воточека, хіміко-технологічний інститут, Прага
1979 член-кореспондент Словенської Академії наук і мистецтв, Любляна
1981 Член Європейської академії наук, мистецтв і літератури
Іноземний член, Сербська академія наук і мистецтв, Белград
Іноземний член, Académie des Sciences, Париж
1983 Премія Гамільтона, державний університет штату Огайо
Премія Еванса, державний університет штату Огайо
Почесний член Gesellschaft Deutscher Chemiker
1984 Премія імені Аруна Гутіконда, Колумбійський університет
1985 Медаль Адольфа Куликова, Società Chimica Italiana
Почесний доктор, Інститут Вейцмана, Реховот
Член Академії Pontificia Scientiarum, Ватикан
1986 почесний член Yugoslavenska Akademija Znanosti i Umjetnosti, Загреб
Почесний член Schweizerische Gesellschaft Chemische
Орден Югославського прапора з золотим вінком
1987 Почесний член Gesellschaft Chemiker Oesterreichischer
1988 Член, Schweizerische Akademie der Technischen Wissenschaften
1989 Почесний доктор Університету Любляни
Почесний доктор Університету Осієк
Медаль Бозо Тезака, Хорватське хімічне товариств
Почесний громадянин, місто Загреб, Хорватія
1990 Член Академії Європи, Лондон
Почесний президент AMA (Alma Agramensis Mater)
1992 Почесний доктор, Хімічна технологія, Прага
Почесний громадянин, місто Сараєво, Боснія
Медаль хіральності, Симпозіум хіральним вибірковості, Тюбінген
1994 іноземний член, Російська академія наук
1996 Почесний доктор Університету Сараєво, Боснія